# Panorama Bourbaki
Panorama Bourbaki – panorama ukończona przez jedenastu szwajcarskich malarzy w 1877 roku, znajdująca się w Lucernie.

## Geneza
Tematem panoramy jest marsz francuskiej Armée de l’Est dowodzonej przez generała Charlesa Denisa Bourbakiego do neutralnej Szwajcarii w lutym 1871 roku, pod koniec wojny francusko-pruskiej. Armia Bourbakiego która została pokonana w bitwie pod Lisaine w dniach 15–17 stycznia, podczas bezskutecznej próby odciążenia obleganej przez Prusaków twierdzy Belfort, postanowiła pomaszerować do Szwajcarii. Około 88 000 żołnierzy wkroczyło do Szwajcarii przez Les Verrières, porzucając 11 000 koni, 1150 wozów, 285 dział, 7200 karabinów i 64 000 bagnetów. Ranni otrzymali opiekę od Szwajcarskiego Czerwonego Krzyża i lokalnych mieszkańców wsi. Internowani mężczyźni powrócili do Francji po sześciu tygodniach.

## Panorama
Internowanie było dobrze znanym wydarzeniem w powojennej Szwajcarii i zostało wybrane jako temat obrazu panoramicznego przez Belgium Panorama Society, które miało nadzieję, że szwajcarska wystawa prac przyciągnie gości ze Szwajcarii i Francji. Stowarzyszenie zleciło Édouardowi Castresowi wykonanie dzieła w 1876 roku. Castres był szwajcarskim artystą, który zyskał sławę w latach powojennych. Studiował sztuki piękne w Paryżu, gdy wybuchła wojna, a jego jedyną działalnością komercyjną było tworzenie kopii innych dzieł. Castres, którego rodzina miała hugenockich przodków, czuł się zobowiązany do pomocy Francji w wojnie z Prusami. Zgłosił się na ochotnika jako sanitariusz i zdobył konia oraz wóz, którym przewoził rannych z pola bitwy do punktów pomocy. Castres który towarzyszył Armée de l’Est podczas internowania, stworzył później wiele nieheroicznych przedstawień wydarzeń z wojny, które zostały dobrze przyjęte i przyniosły mu sławę.
Aby jak najlepiej przygotować się do zlecenia, Castres spędził zimę 1876–1877 w Les Verrières, szkicując i malując krajobraz, co miało mu pomóc w dokładniejszym odtworzeniu go na panoramie. Castres pracował nad panoramą przez pięć miesięcy z zespołem dziesięciu malarzy, którzy w dużej mierze nie zostali wymienieni jako autorzy, choć wiadomo, że był wśród nich Ferdinand Hodler. Castres chciał stworzyć odpowiednią atmosferę, więc namalował panoramę tak, jakby widz znajdował się w środku sceny, a nie patrzył na nią z góry. Przed obrazem wystawiono trójwymiarowe obiekty, w tym postacie, sprzęt wojskowy i wagon kolejowy.
Centralnym punktem panoramy jest spotkanie francuskiego generała Justina Clinchanta (któremu Bourbaki przekazał dowództwo nad Armée de l’Est) ze szwajcarskim generałem Hansem Herzogiem przed Hôtel Fédéral. Oprócz tego ukazano szereg zmęczonych i rannych francuskich żołnierzy, którzy przechodzą przez pokrytą śniegiem dolinę, aby złożyć broń pod nadzorem Szwajcarskiego Batalionu Berneńskiego. Niektórym Francuzom pomagają miejscowi mieszkańcy i członkowie Czerwonego Krzyża. Linie kolejowe i proste drogi zapewniają osie perspektywy. Obwód ukończonego dzieła, namalowanego farbą olejną na płótnie, wynosi 115 metrów. Panorama jest niezwykła, ponieważ przedstawia tragiczne skutki wojny, a nie zwykłe świętowanie zwycięstwa; jest to również ukazanie szwajcarskiej neutralności i gościnności.

## Późniejsza historia
Panoramę wystawiano w drewnianej konstrukcji w Genewie w 1881 roku. Po kilku latach kupił ją Benjamin Henneburg, który przeniósł ją do Lucerny. Panoramę wystawiano w tym mieście od 1889 roku w konstrukcji pierwotnie zbudowanej do przechowywania panoramy bitwy pod Sempach z 1386 roku autorstwa Louisa Brauna, który jednak nie dokończył swojego zlecenia. Innowacyjna panorama była sensacją pod koniec XIX wieku i była porównywana do nowoczesnego kina IMAX.
Panorama była dwukrotnie obcinana w XX wieku, przez co straciła jedną trzecią swojej wysokości – obecnie ma 9,80 metra. Dzieło było restaurowane od 1977 roku, chociaż fotografia Kanadyjczyka Jeffa Walla z 1993 roku zatytułowana „Restauracja”, rzekomo przedstawiająca konserwatorów przy pracy nad panoramą, była w rzeczywistości pozowana. Obecnie panorama jest eksponowana w drewnianej rotundzie otoczonej nowoczesną szklano-stalową konstrukcją mieszczącą sklepy, kino i restaurację. Panorama jest wpisana przez rząd Szwajcarii na listę dóbr kultury o znaczeniu narodowym.

## Wybrane fragmenty panoramy

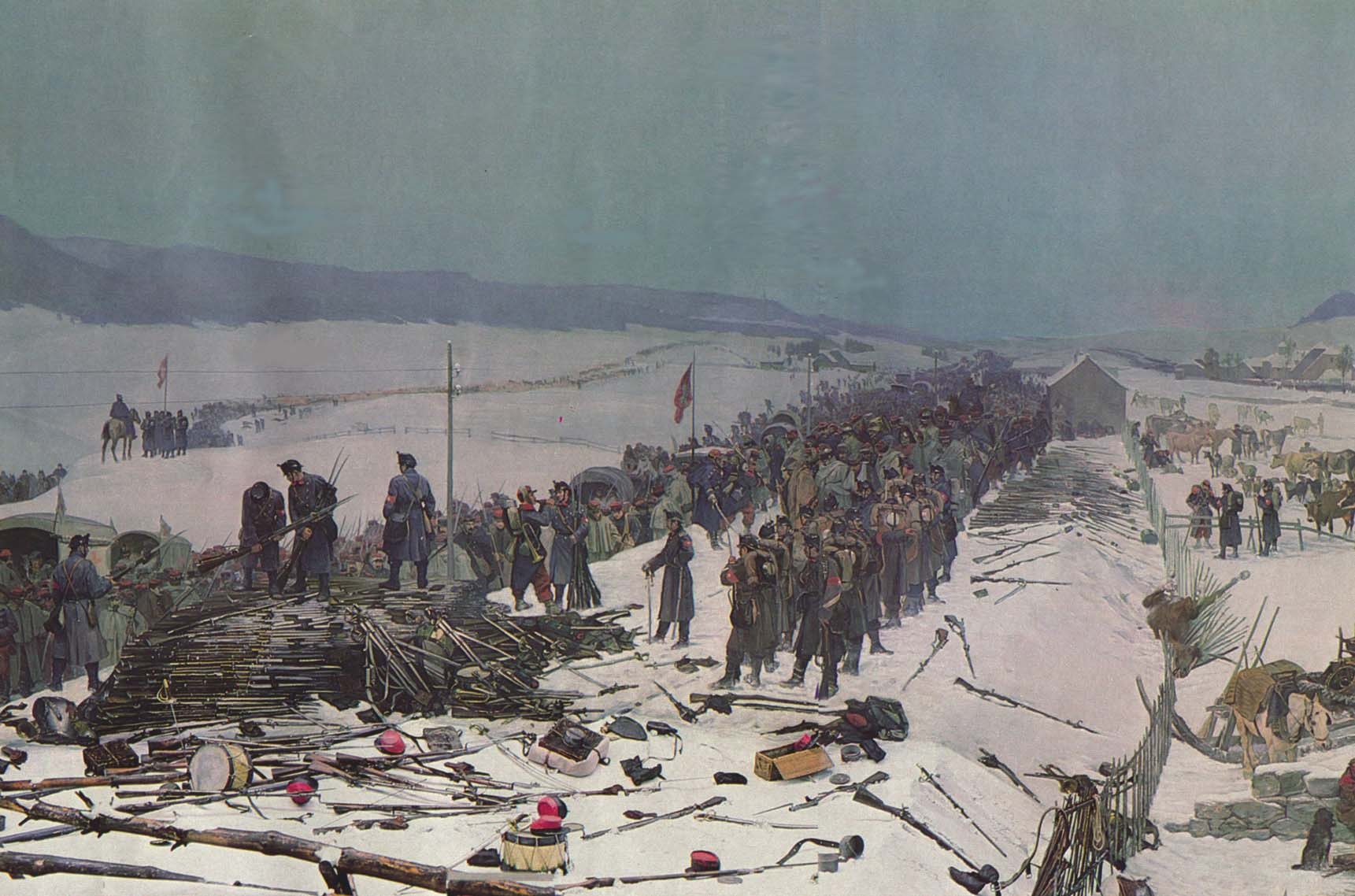
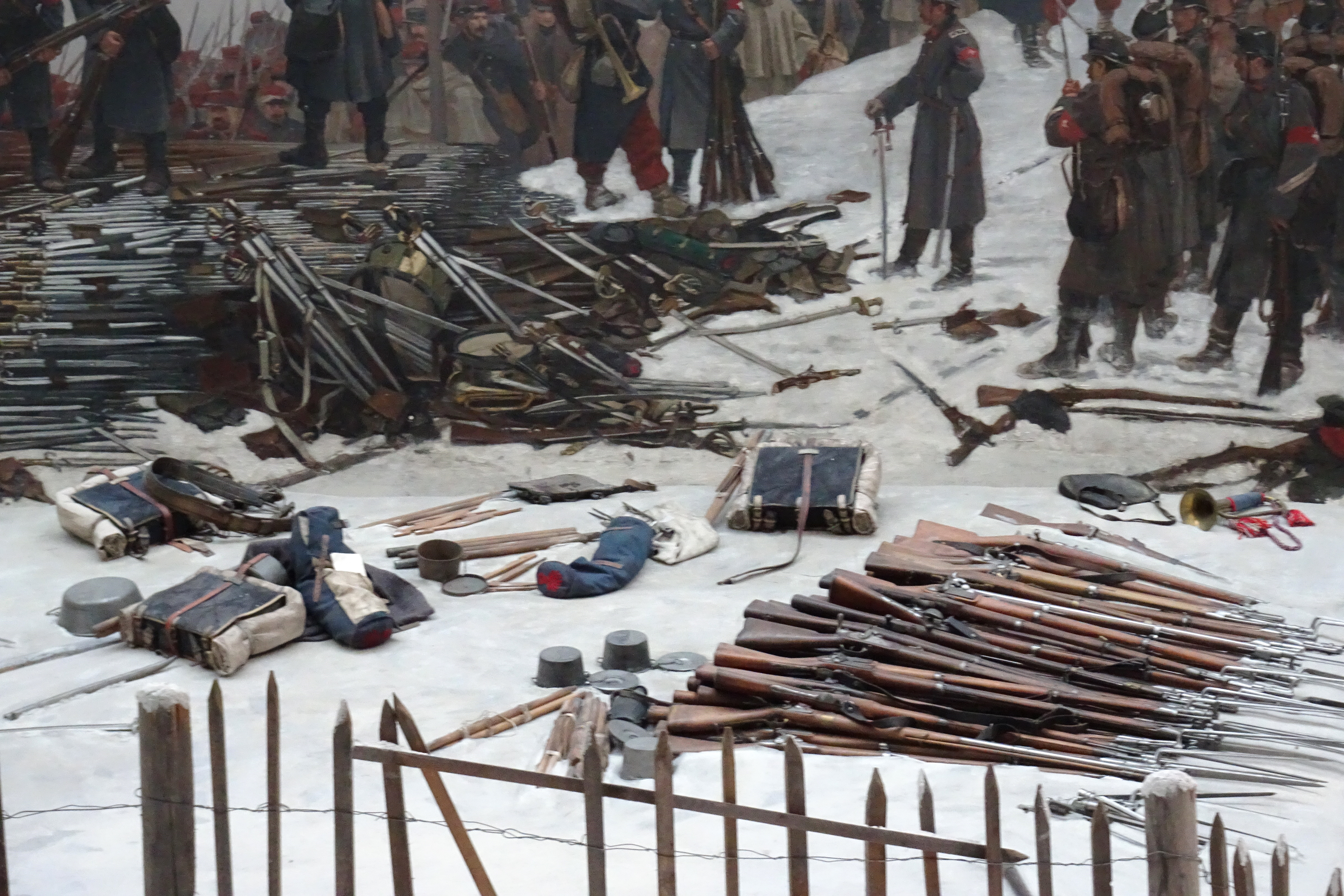
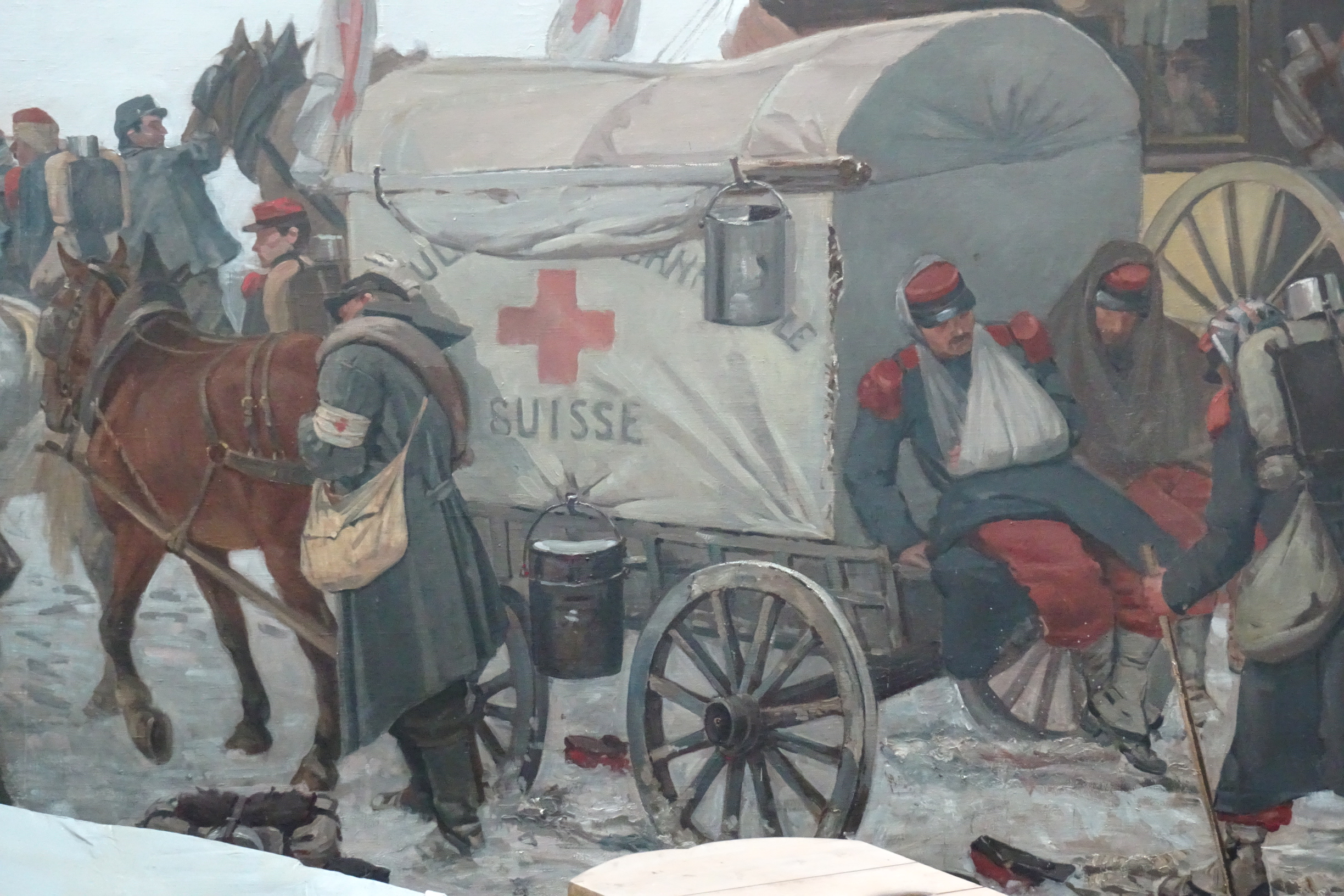
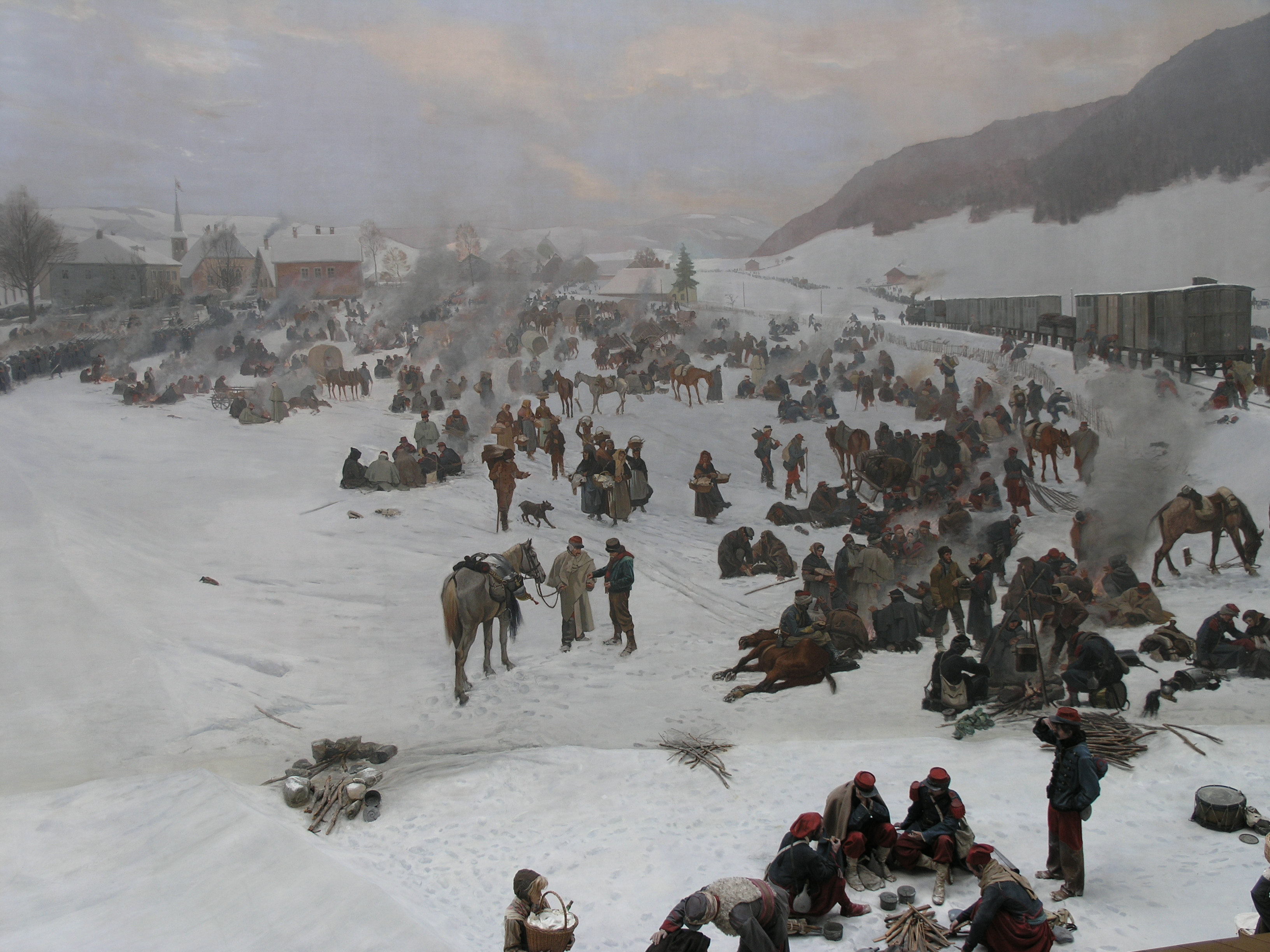
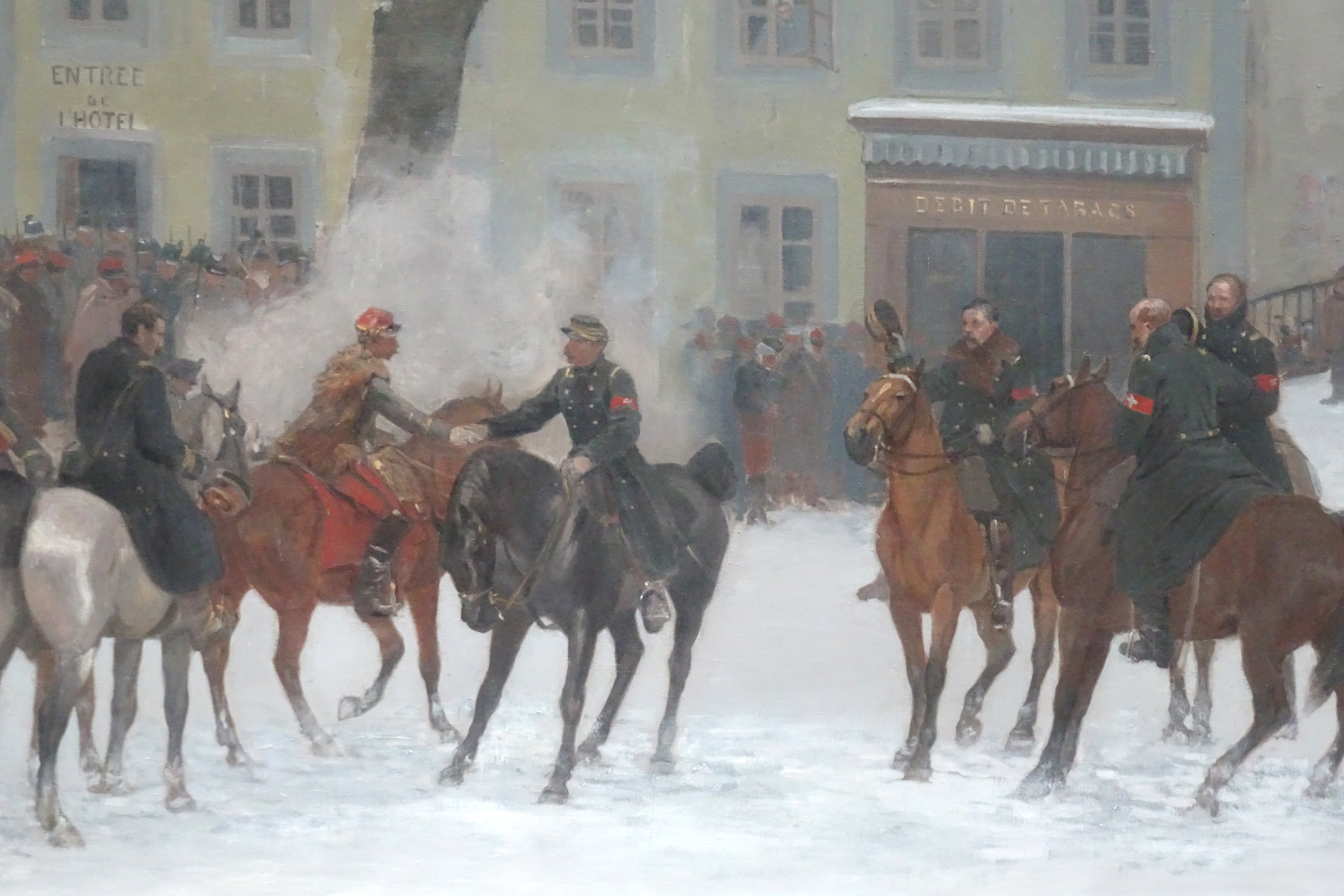
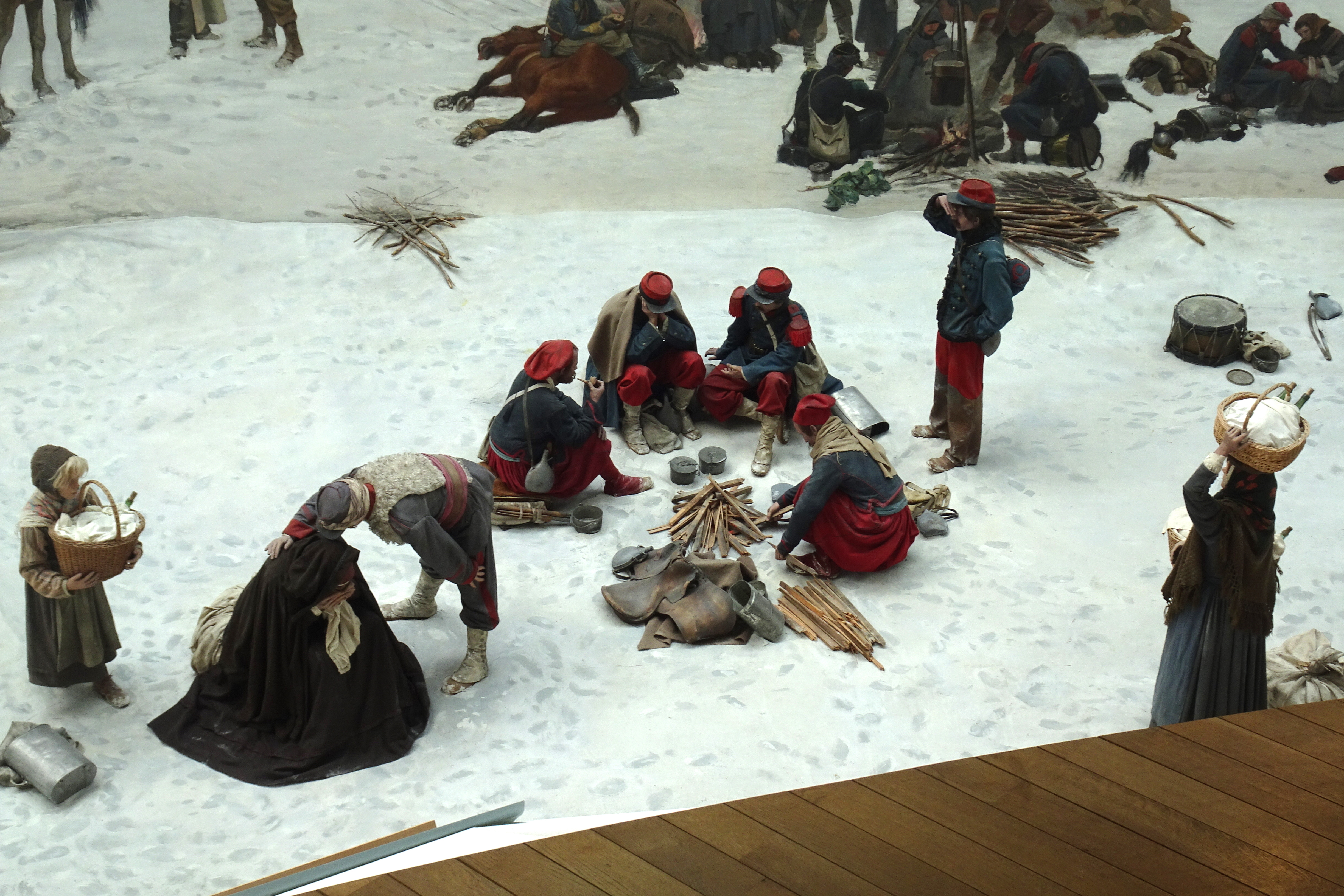
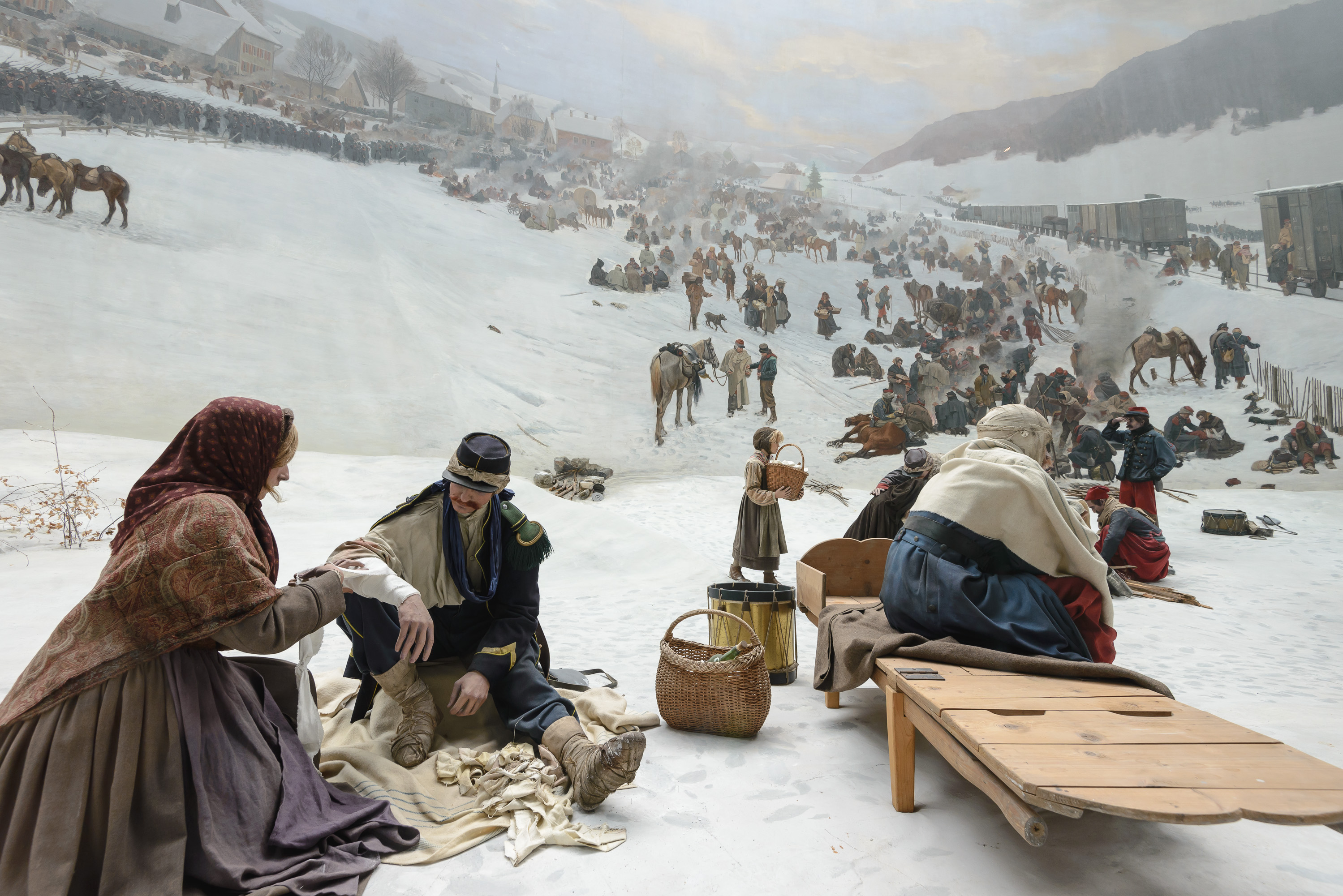